# 恋 (1970年の映画)
『恋』（こい、原題: The Go-Between）は、1971年に製作・公開されたイギリスの映画である。

## 概要
L・P・ハートレーの小説『恋（別題　恋を覗く少年）』をもとにハロルド・ピンターが脚色し、ジョゼフ・ロージーが監督、ジュリー・クリスティとアラン・ベイツが主演した。

## キャスト
- マリアン：ジュリー・クリスティ
- テッド：アラン・ベイツ
- モーズレー夫人（マリアンの母）：マーガレット・レイトン
- レオ：マイケル・レッドグレイヴ
- マリアンの父：マイケル・ガフ
- ヒュー・トリミンガム：エドワード・フォックス

## スタッフ
- 監督：ジョゼフ・ロージー
- 製作総指揮：ロバート・ヴェレイズ
- 製作：ジョン・ヘイマン、ノーマン・プリッゲン
- 脚本：ハロルド・ピンター
- 音楽：ミシェル・ルグラン
- 撮影：ジェリー・フィッシャー
- 編集：レジナルド・ベック
- 美術：カーメン・ディロン
- 衣裳監督：アイリーン・サリヴァン
- 衣裳：ジョン・ファーニス

## 映画賞受賞・ノミネーション
- 受賞
  - カンヌ国際映画祭パルム・ドール
  - 英国アカデミー賞 助演女優賞：マーガレット・レイトン
  - 英国アカデミー賞 助演男優賞：エドワード・フォックス
  - 英国アカデミー賞脚本賞：ハロルド・ピンター
  - カンザスシティ映画批評家協会賞助演女優賞：マーガレット・レイトン
- ノミネーション
  - アカデミー助演女優賞：マーガレット・レイトン
  - 英国アカデミー賞作品賞
  - 英国アカデミー賞監督賞：ジョゼフ・ロージー
  - 英国アカデミー賞 主演女優賞：ジュリー・クリスティ
  - 英国アカデミー賞 助演男優賞：マイケル・ガフ
  - 英国アカデミー賞 撮影賞：ジェリー・フィッシャー
  - 英国アカデミー賞美術監督賞：カーメン・ディロン
  - 英国アカデミー賞衣裳デザイン賞：ジョン・ファーニス
  - ゴールデン・グローブ賞英語外国映画賞